# Уордроп, Марджори
Марджори Скотт Уордроп (11 ноября 1869, Лондон — 7 декабря 1909, Бухарест) — британская путешественница, картвелолог и переводчица художественной литературы, наиболее известная многолетними исследованиями Закавказья, преимущественно Грузии и переводами на английский средневековой и современной грузинской литературы, сделанными в 1887—1909 годах.

## Биография
Марджори Уордроп заинтересовалась Грузией под влиянием знакомства с работами картвелолога Мария Броссе и отчёта о путешествии в Грузию в 1887 году её брата, Оливера Уордропа. В возрасте двадцати лет она стала изучать грузинскую письменность и язык, занимаясь переводами грузинской современной и классической литературы. Один из постоянных корреспондентов тифлисской газеты «Иверия», живший в Лондоне князь Варлам Черкезишвили летом 1894 года посетил семью Уордроп и написал для «Иверии» корреспонденцию об этом визите. Он особо отметил, что Марджори научилась говорить и писать по-грузински, имея лишь книгу Мария Броссе о грузинской грамматике, а из грузинской речи она слышала только службу в местной грузинской церкви.
Решив перевести с грузинского на английский поэму «Отшельник», она написала письмо автору поэмы Илье Чавчавадзе, где просила дать разрешение на перевод. Написанное на правильном литературном грузинском письмо восхитило Чавчавадзе и он опубликовал его в редактировавшейся им «Иверии». Публикация произвела на грузинскую интеллектуальную общественность большое впечатление и у Марджори Уордроп образовался в Грузии круг почитателей.

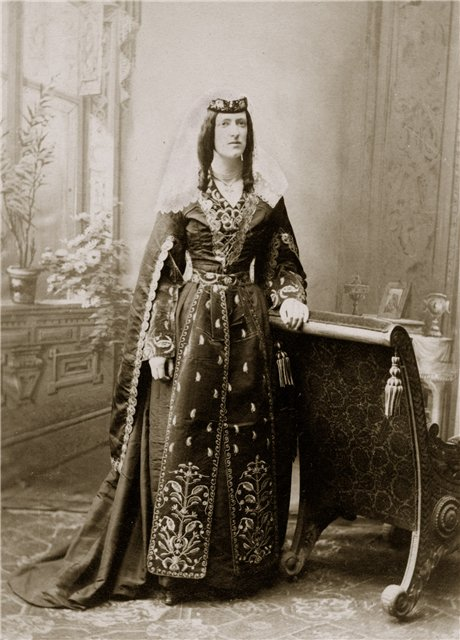
Марджори Уордроп в грузинском женском платье

Первый раз Марджори Уордроп посетила Грузию в 1894—1895 годах, приехав в декабре 1894 в Батуми на пароходе. В поездке её сопровождали мать и брат Оливер. Из Батуми Уордропы поездом отправились в Тифлис, по пути проехали станцию Чакви, где Марджори особо отметила чайные плантации вдоль дороги, а в толпе на перроне — несколько китайцев, работников этих плантаций, созданных усилиями купца Попова и его чайного мастера Лау Джон Джау. После длительной остановки в Тифлисе и встреч с грузинскими деятелями политики и культуры Уордропы направились в Кутаиси и посетили Гелатский монастырь. Из Кутаиси они направились в Гурию, тогда административно оформленную как Озургетский уезд, побывали в Ланчхути, Супса, Озургети, монастыре Шемокмеди а в Нигоити Марджори встретилась с княгиней Мачутадзе, британкой по происхождению, бывшей гувернанткой детей Л. Н. Толстого. Рукописный дневник Марджори Уордроп, описывающий эту поездку, сохранился в коллекции Бодлианской библиотеки, в нём она сообщала не только впечатления от путешествия по Грузии но и рассказывала о несправедливом отношении российских властей к грузинскому языку, административном вытеснении грузинского и замене его русским в обычном обороте.

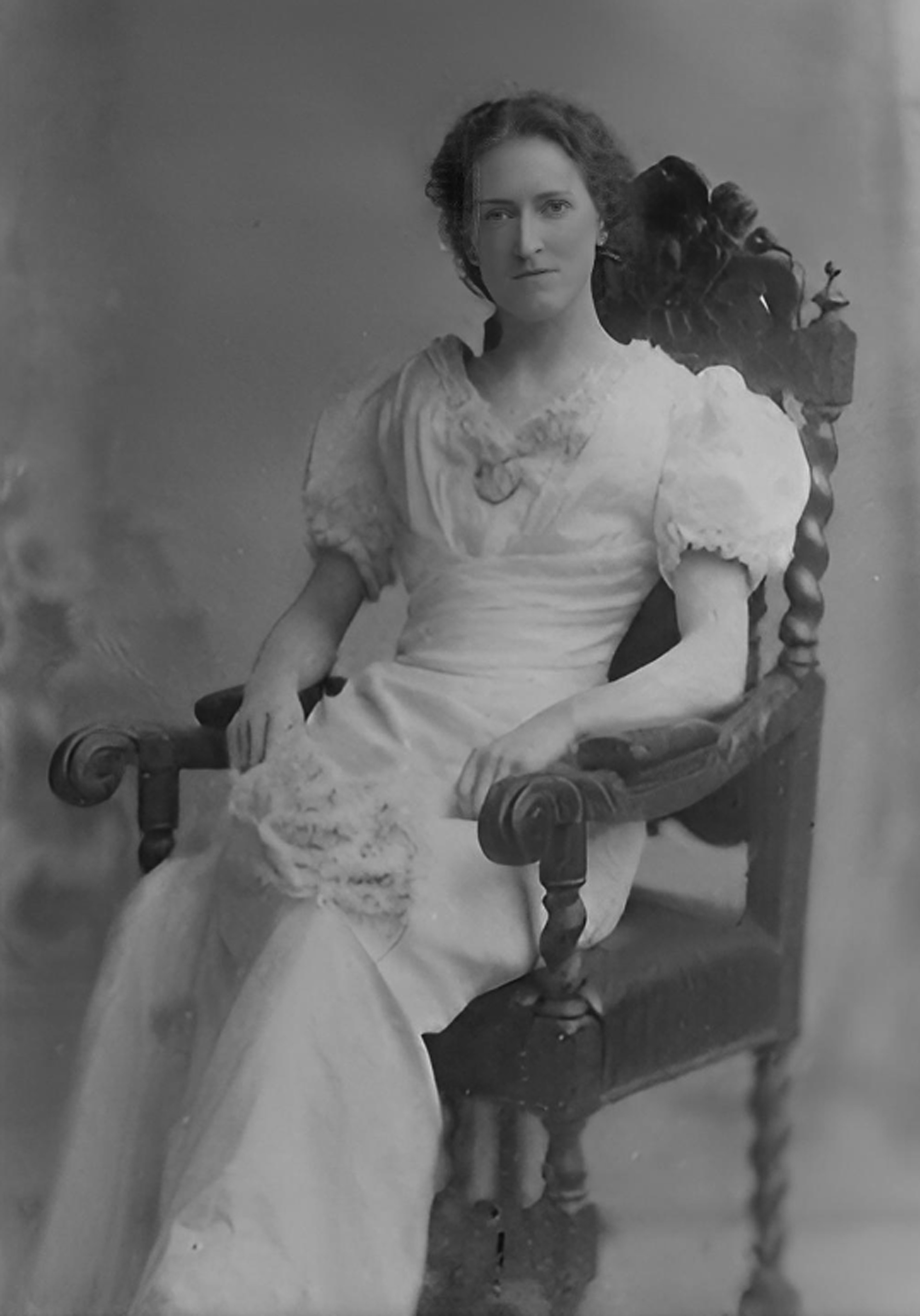
Марджори Уордроп в 1896 году. Фото А. С. Роинашвили

После поездки в Грузию в 1895 году Оливеру Уордропу была предложена работа в министерстве иностранных дел Великобритании и он получал дипломатические назначения в европейских странах. Марджори Уордроп следовала за ним в его переездах, переписывалась с друзьями в Грузии и продолжала работу над переводами грузинских текстов, в том числе «Витязя в тигровой шкуре». В начале июня 1896 года Марджори с родителями и младшим братом Томасом вновь посетила Грузию, приехав сухопутным путём через Ростов и Владикавказ.
В 1905 и 1906 годах британская пресса подробно писала о военных репрессиях против революционных выступлений в России и Грузии, в том числе о жестоком подавлении Гурийской республики. Марджори Уордроп вместе с братом Оливером и другими сочувствовавшими, в том числе феминисткой и анархисткой Нанни Драйхёрст организовали Комитет спасения Грузии, позже ставший Комитетом друзей Грузии.  
В 1909 году Марджори Уордроп неожиданно скончалась от сердечного приступа, находясь в Бухаресте. Её смерть стала ударом не только для Оливера, но и для их многочисленных друзей в Грузии. В память о сестре Оливер Уордроп основал при Оксфордском университете фонд грузинской культуры имени Марджори Уордроп, и всю оставшуюся жизнь пополнял коллекцию фонда, а также издал сделанный ею перевод поэмы Руставели «Витязя в тигровой шкуре. С 1927 году Уордроп оставил государственную службу и посвятил всё своё время работе в фонде имени Марджори Уордроп.

## Переводы с грузинского
Начиная с 1891 года Марджори Уордроп перевела на английский язык ряд современных и исторических грузинских текстов, в том числе Житие святой Нины, сборник грузинских народных сказок, поэму Чавчавадзе «Отшельник» и (в сотрудничестве с братом) книгу Сулхан-Саба «О мудрости вымысла». Тогда же она начала растянувшуюся на много лет работу над переводом поэмы Шота Руставели «Витязь в тигровой шкуре». 
Некоторые из переведённых текстов Марджори Уордроп публиковала сразу же, однако переводу поэмы Руставели она придавала особое значение и постоянно правила уже готовый текст, вносила изменения, стремясь к точной передаче духа и буквы оригинала. Работа над переводом прозой «Витязя» растянулась на восемнадцать лет и закончилась только с безвременной смертью Марджори Уордроп от сердечного приступа в Бухаресте в 1909 году. Перевод был опубликован в 1912 году в Лондоне её братом Оливером Уордропом, через три года после её смерти. Прозаический текст Марджори Уордроп стал первым переводом поэмы Руставели на английский язык, получил высокую оценку в Грузии и Великобритании и в течение многих лет служил эталоном, с которого были сделаны переводы на несколько других языков, в том числе на китайский и финский.
Создатель первого русского перевода поэмы Руставели — поэт Константин Бальмонт — узнал о существовании поэмы в 1912 году от своего попутчика по путешествию Оливера Уордропа: тот дал ему почитать корректуру готовящегося первого издания английского перевода, сделанного его сестрой Марджори.

## Память

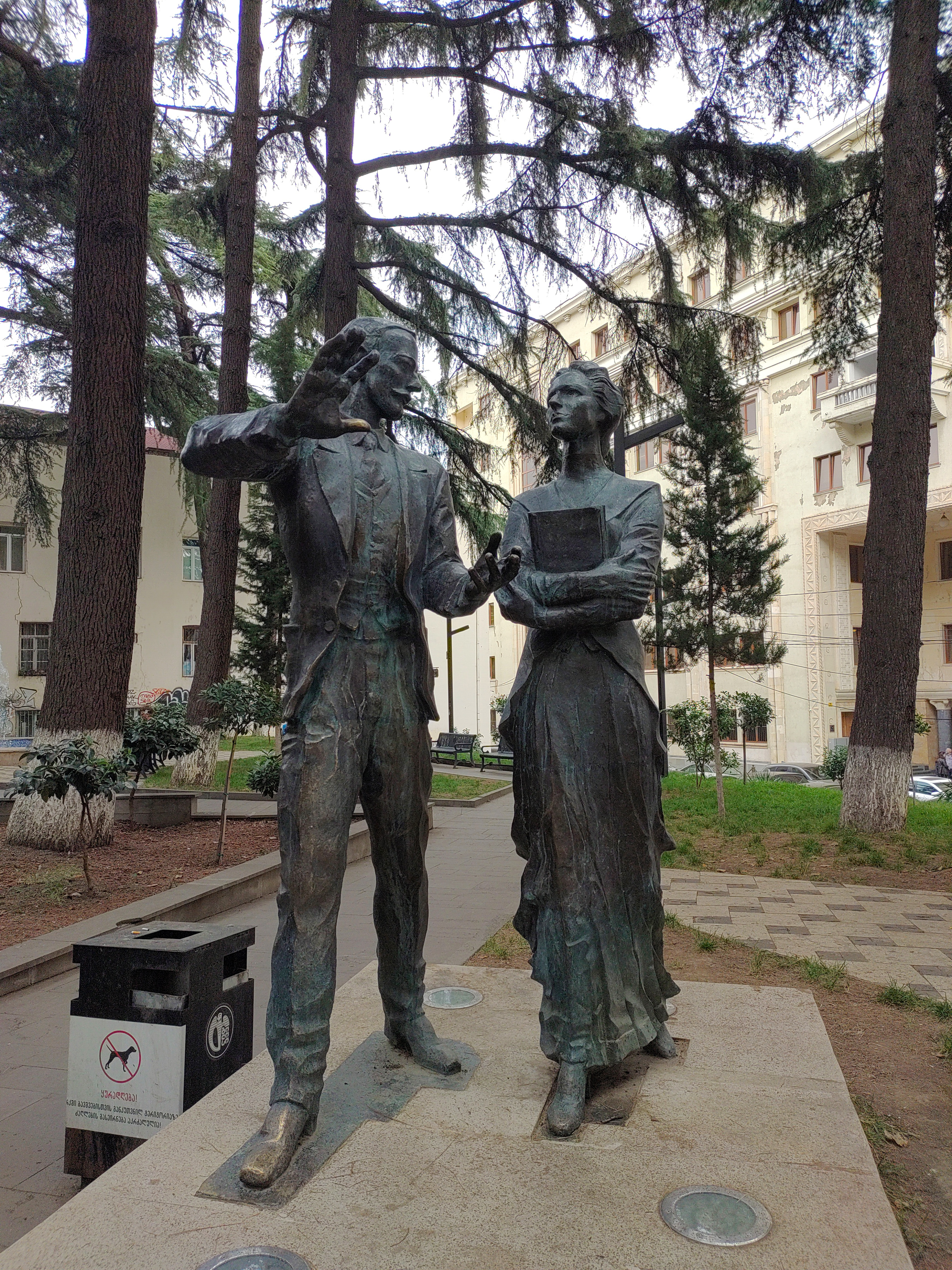
Памятник сестре и брату Уордропам в Тбилиси

В память о Марджори Уордроп её брат Оливер создал в 1909 году при Оксфордском университете фонд Марджори Уордроп и через него пополнял грузинскую коллекцию университета. По состоянию на 2021 год в коллекции находилось более тысячи предметов, в том числе 74 манускрипта.
В октябре 2015 в Тбилиси на площади имени Оливера Уордропа был открыт памятник сестре и брату Уордропам работы скульптора Джумбера Джикия.